# Mae West

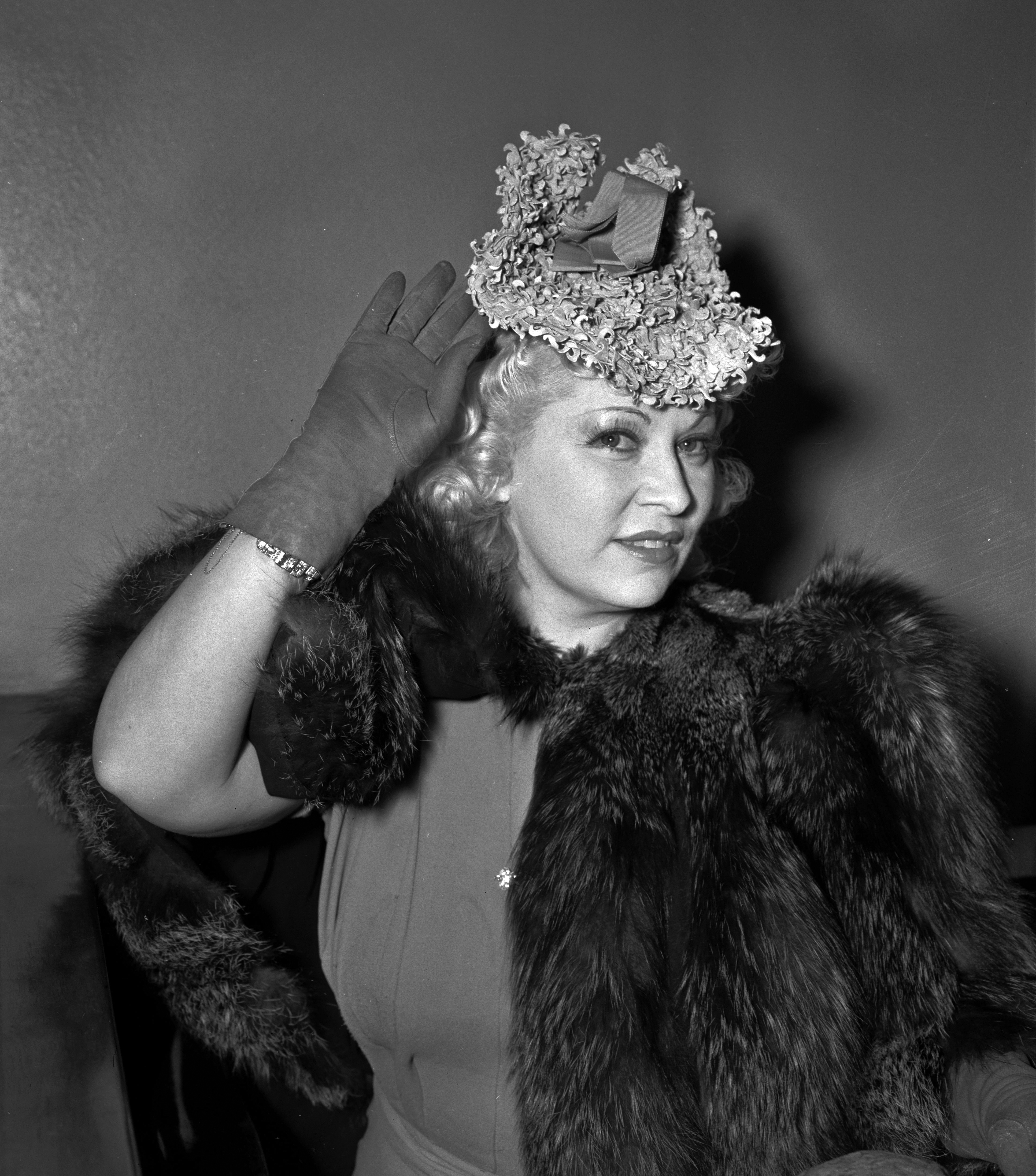
Mae West, 1940

Mae West (* 17. August 1893 in Brooklyn, New York; † 22. November 1980 in Hollywood; eigentlich Mary Jane West) war eine US-amerikanische Filmschauspielerin, Sängerin und Autorin, die vor allem im Hollywood der 1930er-Jahre zu den bestbezahlten Filmstars zählte. Als Inbegriff der Femme fatale brach sie etliche sexuelle Tabus, indem sie beruflich wie auch privat die Freiheit der Liebe und Gleichheit der Geschlechter proklamierte. Bei einer Umfrage des American Film Institute aus dem Jahr 1999 wurde sie auf Platz 15 der größten weiblichen Filmstars gewählt.

## Karriere

### Anfänge und Durchbruch
Mae West wurde als Tochter des Preisboxers John Patrick West alias „Battlin“ Jack West (1866–1935) mit irisch-katholischen Vorfahren und der aus Deutschland stammenden Matilda „Tillie“ Delker-Doelger (1870–1930) im heutigen New Yorker Stadtbezirk Brooklyn geboren. Später betrieb der Vater einen Mietstall und war als Privatdetektiv tätig, die Mutter stammte aus einer Münchener Bierbrauerfamilie mit jüdischen Wurzeln und arbeitete vor der Heirat als Schneiderin und Fotomodell. Mae West hatte zwei Schwestern (Katie und Mildred Katherine) sowie einen Bruder (John Edwin). Schon mit fünf Jahren stand West auf der Bühne und erhielt Privatunterricht. Ihr Broadwaydebüt in der Revue „A la Broadway and Hello, Paris“ war 1911 ein durchschlagender Erfolg. Sie begeisterte sich für das Theater und wurde mit ihrem selbstbewussten Auftreten auf den Varietébühnen des Big Apple schnell zum Star. Als Jane West schrieb sie in den 1920er-Jahren zahlreiche meist umstrittene Broadway-Bühnenstücke, darunter Sex (1926), für das sie wegen „Obszönität auf der Bühne“ zu einer Haftstrafe von acht Tagen verurteilt wurde. Früh setzte sie sich auch für die Rechte von Homosexuellen ein, unter anderem in ihrem zweiten Bühnenstück Drag, das wegen expliziten Inhalts vom Broadway verbannt wurde und in New Jersey aufgeführt werden musste.
Mae West entwickelte ein öffentliches Image, das sich vor allem durch ihre markant-heisere Stimme und ein loses Mundwerk auszeichnete, bei dem fast jeder Satz eine sexuelle Anspielung sein konnte. Ihr werden zahlreiche Zitate zugeschrieben, die in den 1930er-Jahren fast sprichwörtlichen Charakter hatten: „Is that a gun in your pocket, or are you just glad to see me?“ (sinngemäß übersetzt: „Ist das eine Pistole in deiner Hose oder freust du dich nur, mich zu sehen?“)

### Filmstar in Hollywood

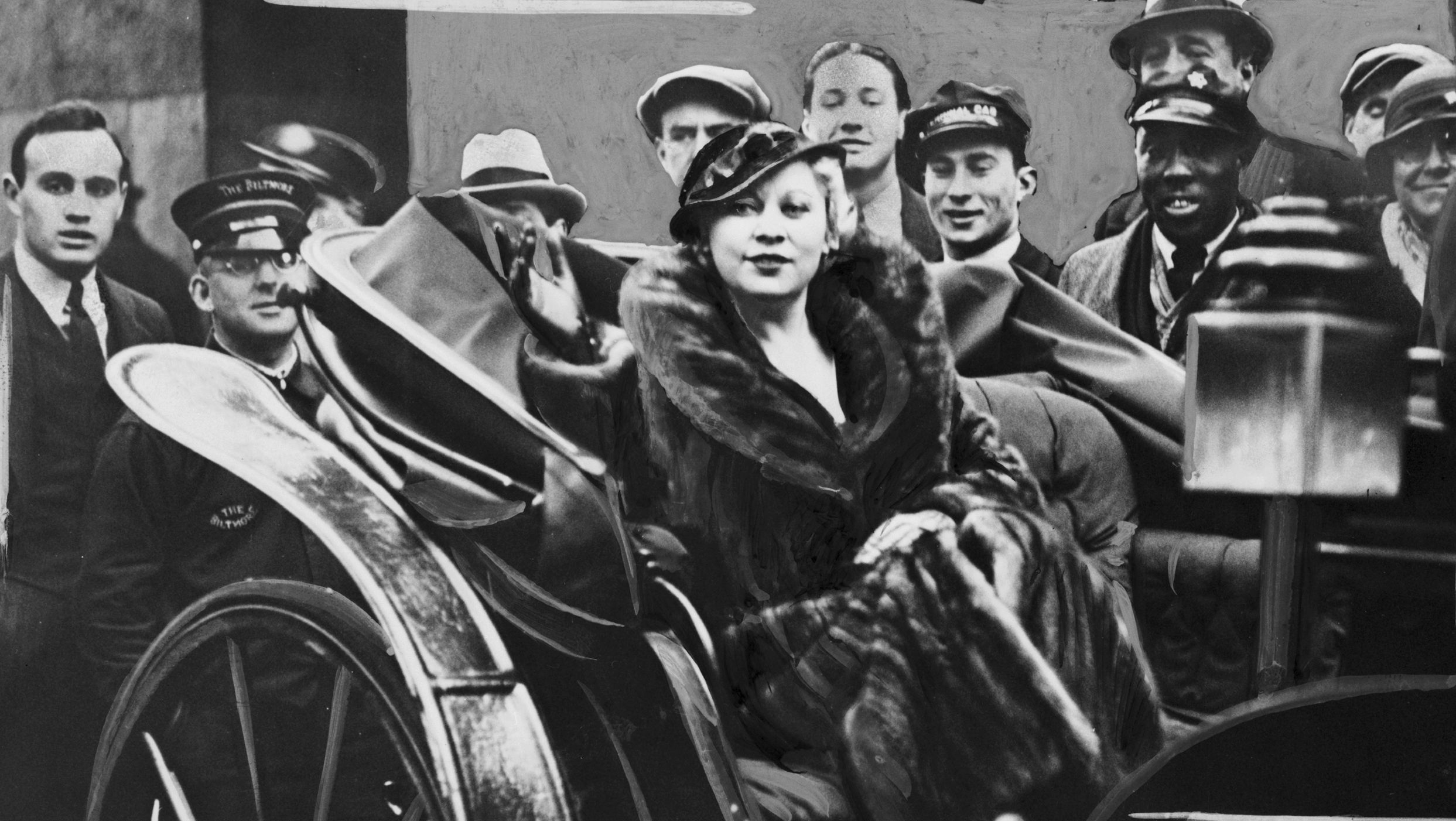
Mae West, um 1933

Ihrer Karriere schadeten diese Skandale allerdings nicht und Mae West gab 1932 im Alter von 39 Jahren ihr Leinwanddebüt in Hollywood. Gleich ihr erster Film Night After Night wurde ein Hit in den amerikanischen Kinos. Es folgten 1933 die Streifen Sie tat ihm unrecht, eine Adaption ihres erfolgreichen Bühnenstücks Diamond Lil aus dem Jahr 1928, und Ich bin kein Engel. In beiden Filmen, die zu einem wahren Triumphzug für West wurden, spielte Cary Grant, den die charismatische Blondine persönlich auserkoren hatte, an ihrer Seite. Die Erfolge dieser Filme bewahrten ihre Produktionsfirma Paramount vor dem finanziellen Ruin und der Übernahme durch den Konkurrenten MGM. Ein weiterer Filmhit für Mae West wurde dann Die Schöne der neunziger Jahre (1934). Ihre Filme aus dieser Zeit gelten als bekannte Beispiele für die Zeit Pre-Code, einer Phase im Hollywood der frühen Tonfilmzeit, in der viele sexuelle und umstrittene Themen aufgegriffen werden konnten.
Mae Wests Filme waren in den 1930er-Jahren große Publikumserfolge, im Jahr 1935 war sie sogar die bestbezahlte Schauspielerin in den USA. Zugleich geriet sie durch die sexuelle Offenheit ihrer Filme sowie Radio- und Theaterprogramme in den Fokus von konservativen und kirchlichen Sittenwächtern. Daher war bereits bei den Dreharbeiten zu Die Schöne der Neunziger regelmäßig ein Zensor anwesend. Szenen wurden geschnitten, da Mae West als eine Gefahr für die Moral galt. Um nicht ein Opfer des 1934 durchgesetzten Hays Code und dessen Zensur zu werden, drehte Mae West ab 1936 etwas harmlosere Streifen. Zugleich konnte sie nur noch in unregelmäßigen Abständen Filme drehen, da viele Studios und Produzenten nicht in Konflikt mit der Zensur geraten wollten. Trotzdem blieb sie erfolgreich, so entwickelte sich die Westernkomödie Mein kleiner Gockel (1940), in der sie an der Seite von W. C. Fields eine etwas zwielichtige Barsängerin spielte, zu einem Kassenhit.
Nach dem Film The Heat’s On kehrte sie 1943 Hollywood den Rücken und trat wieder vermehrt auf dem Broadway sowie im Radio in Erscheinung.

### Karriere nach dem Zweiten Weltkrieg

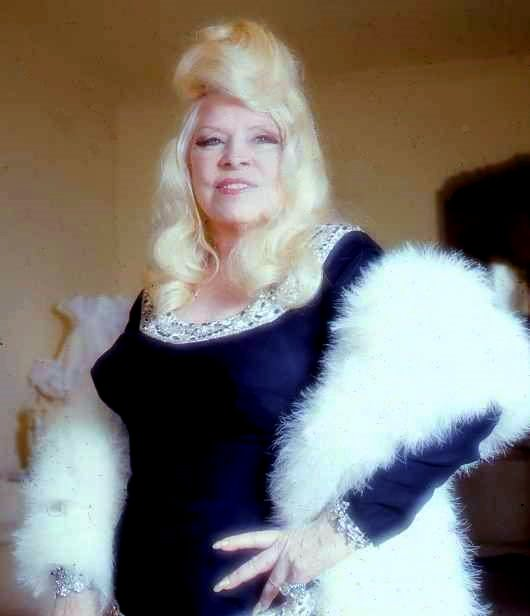
Mae West, 1973

In Las Vegas bekam Mae West in den 1950er-Jahren eine eigene Bühnenshow. Es folgten Auftritte in Fernsehsendungen und die Veröffentlichung ihrer Memoiren mit dem vieldeutigen Titel Goodness Had Nothing to Do With It (1958).
West versuchte – mit bescheidenem Erfolg – ihr Musikrepertoire zeitgemäßer zu gestalten: So erschien 1966 die LP Way out West mit Liedern von so unterschiedlichen Interpreten wie John Lee Hooker (Boom Boom), den Beatles (Day Tripper), Percy Sledge (When a Man Loves a Woman), Roy Head (Treat her right), Johnny Kidd & the Pirates (Shakin’ all over) oder den Isley Brothers (Twist and Shout). Im gleichen Jahr erschien die Weihnachts-LP Wild Christmas mit Weihnachtsliedern, die u. a. von Elvis Presley und dem Bluessänger und -pianisten Charles Brown in den 1950er-Jahren aufgenommen worden waren. Ein zweiter Versuch, sich mit 80 Jahren (1973) noch einmal als Sängerin ins Gespräch zu bringen, war die LP Great Balls of Fire mit dem gleichnamigen Titelsong von Jerry Lee Lewis. Weitere bekannte Lieder dieser LP waren z. B. Light my Fire von den Doors, Whole lotta shakin’ going on von Jerry Lee Lewis oder Rock around the clock von Bill Haley.

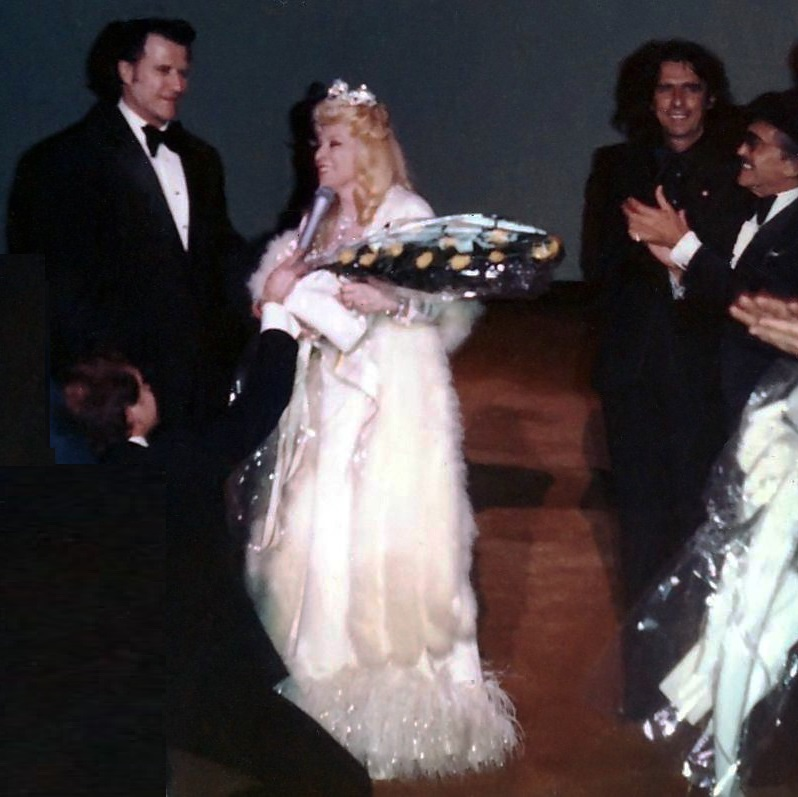
Mae West mit Paul Novak, Alice Cooper und Harry E. Weiss bei der Uraufführung von Sextette, 1978

Nach fast 30-jähriger Abwesenheit von der Filmbranche kehrte Mae West in den 1970er-Jahren, nach dem Ende des Hays Codes, noch zweimal in selbstironischen Rollen auf die Leinwand zurück: In Myra Breckinridge – Mann oder Frau? (1970) nach dem Buch von Gore Vidal spielte sie eine Hollywood-Agentin und 1978 war sie an der Seite von Tony Curtis, Ringo Starr und Keith Moon in Sextette zu sehen, in dem ihre Figur eines Filmstars eine Ehe mit dem 53 Jahre jüngeren Timothy Dalton eingeht. Beide Filme waren allerdings wenig erfolgreich und sind heute eher durch ihre unfreiwillige Komik bekannt.

## Privatleben
Von 1911 bis 1942 war sie mit dem Jazz-Sänger Frank Wallace (alias Frank Szatkus) verheiratet. Zwar lebten die beiden nur wenige Jahre gemeinsam, die Ehe wurde aber erst 30 Jahre später gelöst. Ihr letzter Lebenspartner ab den 1960er-Jahren war Paul Novak (1923–1999), ein ehemaliger „Mr. California“. Am 22. November 1980 starb die 87-Jährige durch einen Schlaganfall.

## Filmografie
- 1932: Night After Night
- 1933: Sie tat ihm unrecht (She Done Him Wrong)
- 1933: Ich bin kein Engel (I’m No Angel)
- 1934: Die Schöne der neunziger Jahre (Belle of the Nineties)
- 1935: Goin’ to Town
- 1936: Klondike Annie
- 1936: Auf in den Westen (Go West Young Man)
- 1937: Jeder Tag ein Feiertag (Every Day’s a Holiday)
- 1940: Mein kleiner Gockel (My Little Chickadee)
- 1943: The Heat’s On
- 1970: Myra Breckinridge – Mann oder Frau? (Myra Breckinridge)
- 1978: Sextette

## Kunst

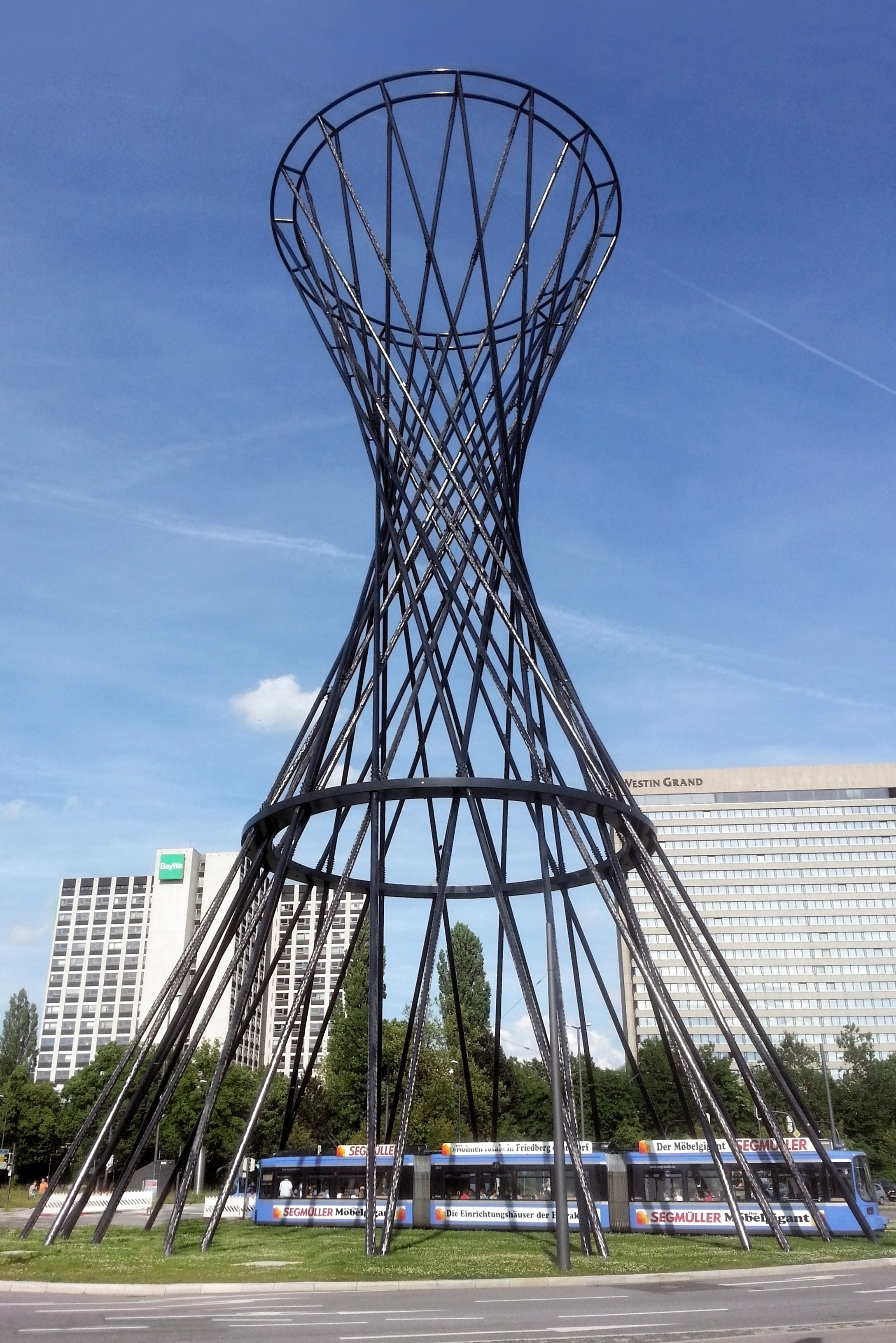
Die Skulptur Mae West auf dem Effnerplatz in München

Vom Maler und Bildhauer Salvador Dalí entstand 1934–1935 das Bild El rostro de Mae West que puede ser usado como un apartamento (Gesicht der Mae West, das als Wohnung benutzt werden kann), sowie weitere Gemälde als Hommage an Mae West. 1938 entwarf Dalí ein Mae-West-Sofa, dessen Form die Lippen von Mae West darstellen sollte. Des Weiteren befindet sich seit 1974 im Dalí-Theatre-Museum in Figueres ein „Mae-West-Saal“, in dem Dalí, inspiriert durch Òscar Tusquets, sein Gemälde dreidimensional nachgebildet hat.
Der neu gestaltete Effnerplatz in München ist Standort einer 52 m hohen Carbon-Konstruktion mit dem Titel Mae West. Die Coca-Cola-Konturflasche wurde durch die weiblichen Kurven von Mae-West inspiriert und trug ebenfalls den Namen der Schauspielerin.
2021 sollte auf der Berlinale Wests komödiantisches Werk gemeinsam mit dem von Carole Lombard und Rosalind Russell in einer Retrospektive gewürdigt werden. Aufgrund der COVID-19-Pandemie wurde diese Retrospektive abgesagt, aber schließlich bei der Berlinale 2022 nachgeholt.

## Trivia
Während des Zweiten Weltkriegs wurden in der Royal Air Force die Schwimmwesten der Flugzeugbesatzungen umgangssprachlich vermutlich wegen des sich dadurch ergebenden Brustumfangs als „Mae West“ bezeichnet. Eine erste Erwähnung fand sich in The Navy that Flies, veröffentlicht in The Listener (British Broadcasting Corporation, London) am 11. Januar 1940.

## Dokumentation
- Sally Rosenthal, Julia Marchesi: Mae West: Die verruchte Blonde, 51 Min., USA, 2020.[9]